# Kathryn M. Farmer
Kathryn Marie Thompson Farmer (geboren 1970) ist eine amerikanische Managerin im Schienenverkehr. Seit dem 1. Januar 2021 ist sie Chief Executive Officer und President der BNSF Railway. Damit ist sie die erste Frau, die eine der großen Gütereisenbahngesellschaften der Vereinigten Staaten leitet.

## Leben
Kathryn M. Farmer studierte an der Texas Christian University in Fort Worth (Texas) und erlangte 1992 einen Bachelor in Betriebswirtschaft, Fachrichtung Marketing und 1996 einen Master ebenfalls in Betriebswirtschaft, Fachrichtung Finanzen.
1992 begann sie als Management-Trainee bei der Burlington Northern Railroad. Im Laufe der Jahre stieg sie im Management auf und war an verschiedenen Positionen zunächst im Verkaufs- und Marketingbereich tätig.
Ab 1998 war sie Marketing-Direktorin für Kunststoffe. 2001 wurde sie Generaldirektorin für chemische Produkte. Im folgenden Jahr wurde sie stellvertretende Vizepräsidentin Carload Equipment. Im Dezember 2005 wurde sie Vizepräsidentin für den Bereich Verkauf Industrieprodukte und im Juni 2010 Vizepräsidentin für den inländischen Containerverkehr. Ab Januar 2013 verantwortete sie als Vizepräsidentin den Bereich Konsumgüter. Im Juli 2017 wechselte sie als Vizepräsidentin zum Bereich Service Design and Transportation Support.
Im September 2018 wurde sie ausführende Vizepräsidentin für den operativen Betrieb. Im September 2020 wurde sie zum Nachfolger von Carl Ice als CEO und Präsident der BNSF Railway ernannt. Gleichzeitig übernahm sie die Position des Vorsitzenden des Board of Directors.
Sie sitzt im Stiftungsrat der Texas Christian University und saß im Stiftungsrat der Cook Children’s Health Foundation.
Sie ist seit 1994 verheiratet mit Jeffrey William Farmer und hat zwei Kinder.